# Re:Works
『Re:Works』（リ・ワークス）は、日本のロックバンドであるRED WARRIORSのカバー・アルバム。
2001年9月5日に徳間ジャパンコミュニケーションズのampleレーベルからリリースされた。6枚目のオリジナル・アルバム『JUPITER TRIBUS』（2000年）からおよそ1年3か月ぶりとなる作品であり、1986年のデビューから1989年の1度目の解散までにリリースされたオリジナル曲の内12曲をセルフカバーした内容になっている。

## 構成
1986年から1989年にかけてリリースされたシングルおよびアルバム収録曲の内、以下の選曲がなされている。選曲に際してはファンからのリクエストも考慮されている。また、4枚目のアルバム『Swingin' Daze』（1989年）からは1曲も選曲されていない。
シングル
- 「OUTSIDER」（1986年）
- 「バラとワイン」（1987年）
- 「ルシアン・ヒルの上で」（1987年）
- 「LADY BLUE」（1989年）
- 「MR.WOMAN」（1989年） - 「LADY BLUE」のカップリング曲

アルバム
- 『LESSON 1』（1986年） - 「SHOCK ME」「BLACK JACK WOMAN」「WILD CHERRY」
- 『CASINO DRIVE』（1987年） - 「CASINO DRIVE」「JOHN」「FOOLISH GAMBLER」
- 『KING'S』（1988年） - 「JAJAUMA-NARASHI」

ライナーノーツには木暮武彦とダイアモンド☆ユカイによる各楽曲に対するコメントが掲載されている。曲終盤においてユカイによるスキャットが披露された「Wine & Roses」、サビ前のベース・ラインが変更されている「Shock Me」、イントロのアルペジオによる演奏のテンポを落とした「ルシアン・ヒルの上で」等、一部の曲ではライヴに近いアレンジに変更されている。

## 収録曲
- CDブックレットに記載されたクレジットを参照[3]。

| #         | タイトル                 | 作詞                          | 作曲                          | 編曲         | 時間  |
| --------- | ------------------------ | ----------------------------- | ----------------------------- | ------------ | ----- |
| 1.        | 「Casino Drive」         | 木暮武彦                      | 木暮武彦                      | RED WARRIORS | 4:22  |
| 2.        | 「Foolish Gambler」      | ダイアモンド☆ユカイ           | 木暮武彦                      | RED WARRIORS | 4:21  |
| 3.        | 「Wine & Roses」         | 木暮武彦                      | 木暮武彦                      | RED WARRIORS | 5:57  |
| 4.        | 「Outsider」             | 木暮武彦、ダイアモンド☆ユカイ | 木暮武彦                      | RED WARRIORS | 5:16  |
| 5.        | 「John」                 | ダイアモンド☆ユカイ           | 木暮武彦                      | RED WARRIORS | 6:01  |
| 6.        | 「Lady Blue」            | 木暮武彦                      | 木暮武彦                      | RED WARRIORS | 5:22  |
| 7.        | 「Wild Cherry」          | 木暮武彦、ダイアモンド☆ユカイ | 木暮武彦                      | RED WARRIORS | 4:50  |
| 8.        | 「Jajauma-Narashi」      | 木暮武彦                      | 木暮武彦                      | RED WARRIORS | 4:15  |
| 9.        | 「Mr.Woman」             | ダイアモンド☆ユカイ           | 木暮武彦                      | RED WARRIORS | 9:09  |
| 10.       | 「Shock Me」             | 木暮武彦、ダイアモンド☆ユカイ | 木暮武彦                      | RED WARRIORS | 4:22  |
| 11.       | 「Black Jack Woman」     | ダイアモンド☆ユカイ、HARUHIKO | ダイアモンド☆ユカイ、HARUHIKO | RED WARRIORS | 5:05  |
| 12.       | 「ルシアン・ヒルの上で」 | 木暮武彦                      | 木暮武彦                      | RED WARRIORS | 5:20  |
| 合計時間: | 合計時間:                | 合計時間:                     | 合計時間:                     | 合計時間:    | 64:20 |

## スタッフ・クレジット
- CDブックレットに記載されたクレジットを参照[4]。

### RED WARRIORS
- ダイアモンド☆ユカイ – ボーカル、ハープ、アコースティック・ギター
- 木暮 "SHAKE" 武彦 – ギター、コーラス
- 小川清史 – ベース、コーラス

### 参加ミュージシャン
- 湊雅史 – ドラムス
- 三国義貴 – キーボード

### 録音スタッフ
- RED WARRIORS – プロデューサー
- 永野治（モビーディック） – プロデューサー
- 池田公洋（プラネットスタジオ） – レコーディング・エンジニア、ミキシング・エンジニア
- 小菅慎一（プラネットスタジオ） – アシスタント・エンジニア
- 瀧口博達（JVCマスタリングセンター） – マスタリング・エンジニア
- たかはしひでとし（モビーディック） – インストゥルメント・テクニシャンズ

### 制作スタッフ
- やなぎさわひろえ（タイムリーレコード） – アーティスト・マネージメント
- 伊藤毅（徳間ジャパンコミュニケーションズ） – A&R
- 松井実（徳間ジャパンコミュニケーションズ） – アーティスト・プロモーション
- 小田学（徳間ジャパンコミュニケーションズ） – セールス・プロモーション
- 町田充生（徳間ジャパンコミュニケーションズ） – スーパーバイザー
- 徳間昭博（徳間ジャパンコミュニケーションズ） – エグゼクティブ・プロデューサー
- 吉田卓司（タイムリーレコード） – エグゼクティブ・プロデューサー
- JYU-ON – 写真撮影
- もてぎおさむ – デザイナー
- モーリス楽器製造 – スペシャル・サンクス
- ビル・ローレンス – スペシャル・サンクス
- モリダイラ楽器 – スペシャル・サンクス
- PGM – スペシャル・サンクス
- エビスギャング – スペシャル・サンクス
- ヤマハ – スペシャル・サンクス
- アート – スペシャル・サンクス
- TAMA – スペシャル・サンクス
- パイステ – スペシャル・サンクス
- モビーディック – スペシャル・サンクス
- K2マスタリング – スペシャル・サンクス